# Alberich Zwyssig
Alberich Zwyssig oder Alberik Zwyssig SOCist, getauft Johann Josef Maria Zwyssig (auch Pater Alberik, * 17. November 1808 in Bauen; † 18. November 1854 in Mehrerau), war ein Schweizer Zisterziensermönch, Komponist und Kapellmeister. Er komponierte 1841 für Männerchor den Schweizerpsalm, die heutige Schweizer Nationalhymne.

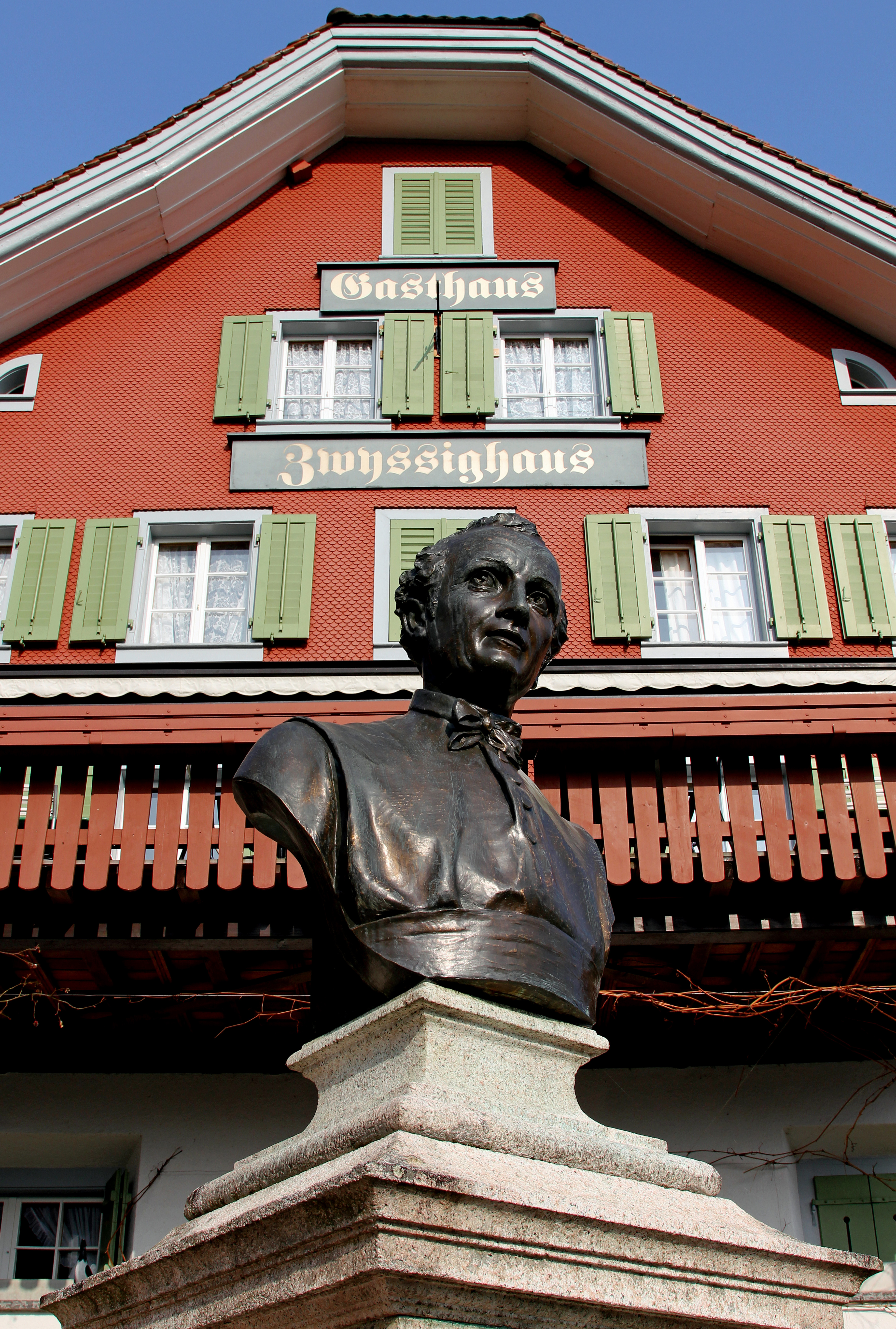
Denkmal für Alberich Zwyssig in Bauen, Bildnisbüste von Hugo Siegwart

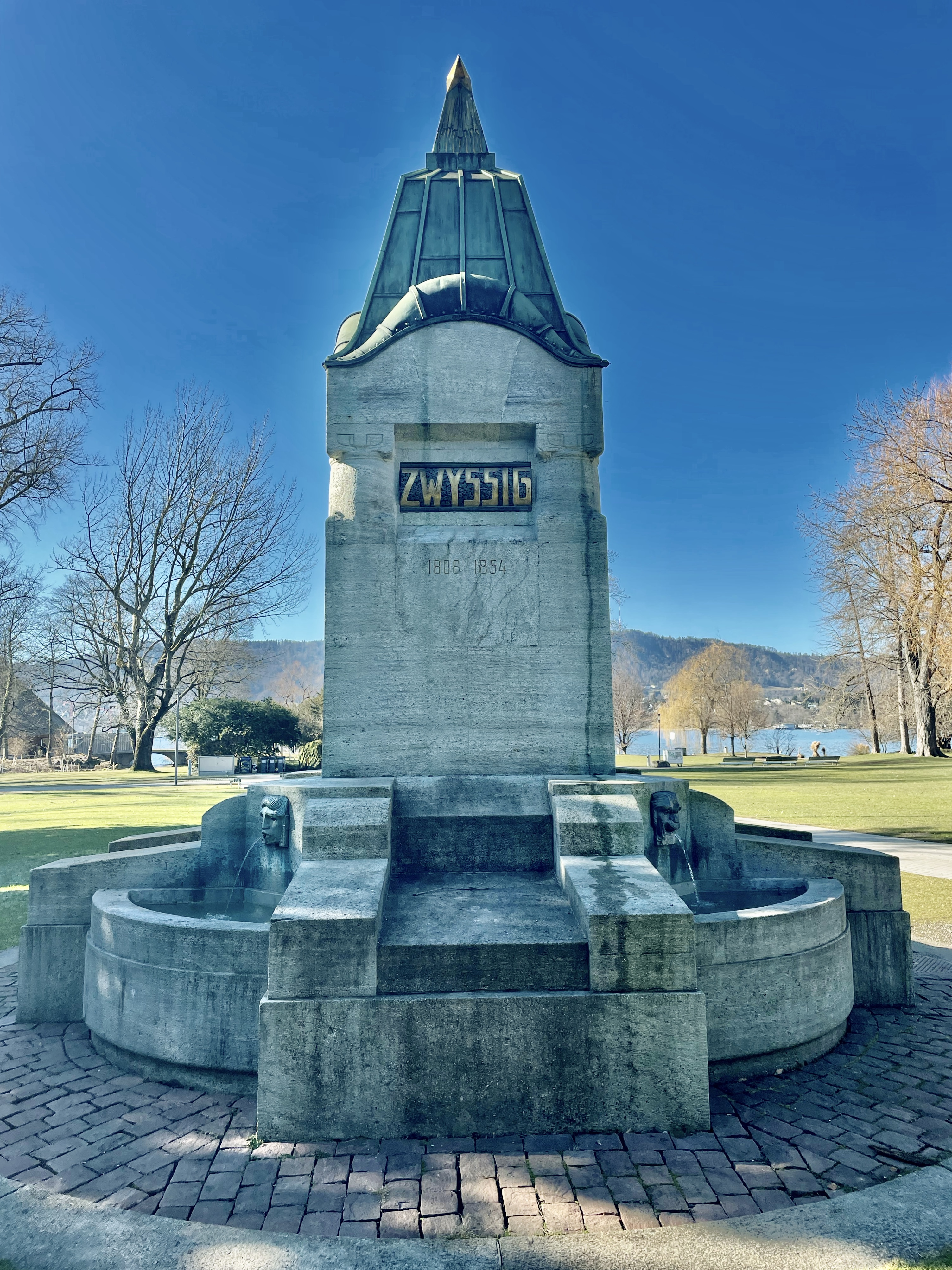
Schweizerpsalm-Denkmal am Zürichhorn

## Leben
Von 1821 bis 1841 war Zwyssig zunächst Klosterschüler und Sängerknabe und dann Pater im Kloster Wettingen. Er wirkte dort als Priester, Lehrer und Sekretär des Abtes und als Stiftskapellmeister.
Nach der Aufhebung des Klosters durch den Grossen Rat des Kantons Aargau am 13. Januar 1841 zogen die Mönche einige Jahre lang umher. Nach dem Sonderbundskrieg war Zwyssig über sechs Jahre im Kloster Wurmsbach (Jona am Zürichsee) zu Gast. Er leitete dort am neu gegründeten Töchterinstitut den Musikunterricht und schuf zahlreiche geistliche sowie weltliche Kompositionen. 1854 liessen sich die Mönche schliesslich im Vorarlbergischen nieder: Am 8. Juni 1854 wurde das 1806 durch den bayerischen Staat säkularisierte Benediktinerkloster Mehrerau in Bregenz von Abt Leopold Höchle SOCist aus Wettingen mit sieben Patres und drei Brüdern als Zisterzienserkonvent wiederbelebt. Diese Abtei heisst seither Territorialabtei Wettingen-Mehrerau.
Zwyssig beteiligte sich an der Neugründung als Kantor, verstarb allerdings nach wenigen Monaten an den Folgen einer Lungenentzündung. Er wurde auf dem Klosterfriedhof beigesetzt.

## Rückführung in die Schweiz
Am 21. Juli 1941 stürmten Männer der Gestapo Innsbruck und SS-Männer das Kloster. Gegen die letzten verbliebenen Mönche wurde ein Gauverweis ausgesprochen. Sie mussten das Deutsche Reich verlassen. Ihnen wurde vorgeworfen, sich gegen den «Anschluss» Österreichs an Nazideutschland gewehrt zu haben. Der Zuger Rechtsanwalt Paul Aschwanden hörte davon und schrieb am 12. August 1941 einen Brief an den katholischen Bundesrat Philipp Etter. Darin machte er die Landesregierung auf eine einmalige Chance aufmerksam, die sterblichen Überreste des berühmten Komponisten in dessen Heimat zurückzuholen. Nach einigem diplomatischem Schriftverkehr willigte schliesslich Berlin der Heimschaffung zu. Am Freitag, dem 14. August 1942, wurde Zwyssig um 16 Uhr exhumiert und in die Schweiz überführt. Am 18. November 1943, dem 89. Todestag Zwyssigs, fand der feierliche Akt zur zweiten Beisetzung des Komponisten des Schweizerpsalms in seinem Geburtsort Bauen statt.

## Werke
- Catalogus operum omnium musicorum R.P. Alberici Zwyssig. Mehrerau, nach 1900.